# Mislav Kolakušić
Mislav Kolakušić (ur. 15 września 1969 w Zagrzebiu) – chorwacki prawnik i polityk, sędzia sądu gospodarczego w Zagrzebiu, deputowany do Parlamentu Europejskiego IX kadencji.

## Życiorys
W 1997 został absolwentem prawa na Uniwersytecie w Zagrzebiu. Odbył aplikację sądową, pracował m.in. w sądownictwie administracyjnym. W latach 2009–2011 pełnił funkcję rzecznika Apelacyjnego Sądu Administracyjnego Republiki Chorwacji. W latach 2006–2011 był przewodniczącym jednego ze stowarzyszeń branżowych skupiających pracowników wymiaru sprawiedliwości. W 2011 przeszedł do orzekania w sądzie gospodarczym w Zagrzebiu.
Zyskał rozpoznawalność swoimi wystąpieniami przy różnych postępowaniach, krytykował publicznie obowiązujące przepisy prawa i propozycje ich zmian (m.in. dotyczące egzekucji). Jego publiczne oświadczenia i wypowiedzi przyniosły mu w społeczeństwie pewną popularność i sympatię. Jednocześnie pojawiły się wobec niego zarzuty politycznego charakteru działalności i podawania niesprawdzonych informacji. W 2017 był w gronie kandydatów do Sądu Konstytucyjnego, jednak nie został wybrany.
Zaangażował się w działalność polityczną, w 2019 zarejestrował sygnowaną własnym nazwiskiem listę wyborczą do Europarlamentu. Kampanię wyborczą oparł na hasłach zwalczania korupcji. W głosowaniu jego lista uzyskała 7,9% głosów, co pozwoliło jej liderowi uzyskać mandat posła do Parlamentu Europejskiego IX kadencji. Zadeklarował też kandydowanie w kolejnych wyborach na urząd prezydenta Chorwacji. W pierwszej turze tych wyborów z grudnia 2019 zajął 4. miejsce z wynikiem 5,9% głosów. W 2024 został przewodniczącym nowego ugrupowania Pravo i Pravda. W wyborach w tym samym roku z listy koalicji współtworzonej przez jego partię uzyskał mandat posła do Zgromadzenia Chorwackiego (nie przystąpił do jego wykonywania w związku z niepołączalnością z mandatem europosła, którego jednak nie utrzymał w tym samym roku na kolejną kadencję).